# 4980 Magomaev
A 4980 Magomaev (ideiglenes jelöléssel 1974 SP1) a Naprendszer kisbolygóövében található aszteroida. Ljudmila Ivanovna Csernih fedezte fel 1974. szeptember 19-én.